# Еремеево (Волоколамский район)
Еремеево — деревня в Волоколамском районе Московской области России.
Относится к Теряевскому сельскому поселению, до муниципальной реформы 2006 года относилась к Шестаковскому сельскому округу. Население — 0 чел. (2010).

## География
Деревня Еремеево расположена в 21 км к северо-востоку от города Волоколамска. Ближайшие населённые пункты — деревни Танково, Березниково и село Шестаково. Рядом с деревней Еремеево протекает река Локнаш (бассейн Иваньковского водохранилища).

## Население
| 1852 | 1859 | 1890 | 1899 | 1926 | 2002 |
| ---- | ---- | ---- | ---- | ---- | ---- |
| 59   | ↗150 | ↘79  | ↘74  | ↗96  | ↘0   |
| 2006 | 2010 |      |      |      |      |
| →0   | →0   |      |      |      |      |

## История
В «Списке населённых мест» 1862 года Еремеевка — казённая деревня 1-го стана Клинского уезда Московской губернии по левую сторону Волоколамского тракта, в 35 верстах от уездного города, при колодцах, с 22 дворами и 150 жителями (67 мужчин, 83 женщины).
По данным на 1890 год входила в состав Калеевской волости Клинского уезда, число душ составляло 79 человек.
В 1913 году — 16 дворов.
В 1917 году Калеевская волость была передана в Волоколамский уезд.
По материалам Всесоюзной переписи населения 1926 года — деревня Нефёдовского сельсовета Калеевской волости Волоколамского уезда, проживало 96 жителей (45 мужчин, 51 женщина), насчитывалось 18 крестьянских хозяйств.
С 1929 года — населённый пункт в составе Волоколамского района Московской области.